# Szász Károly (politikus, 1798–1853)
Szemerjai Szász Károly (Vízakna, 1798. január 25. – Marosvásárhely, 1853. október 25.) református kollégiumi tanár, államférfi, jogász, matematikus, az MTA rendes tagja.

## Élete
1798. január 25-én született Dél-Erdélyben, Vízaknán. Középnemesi osztályhoz tartozó édesapja, szemerjai Szász János királybíró nagyműveltségű ember volt, aki sokat áldozott fia taníttatására. Már a szülői házban tanította fiát a latin nyelvre. Tanulmányait a nagyenyedi Bethlen Gábor Kollégiumban végezte, amelynek nyolc évig volt hallgatója 1805–1813 között. Olyan „óriások” voltak tanárai, mint Herepei Ádám, Nemegyei János, Kovács József és az első magyar ásványtan szerzője Benkő Ferenc. 1811-ben a bölcseleti tanfolyam növendéke Enyeden, 1813-tól a kolozsvári katolikus jogi líceum hallgatója volt. 1815-ben tette le a jogi vizsgákat. Mint kancellista a marosvásárhelyi Királyi Táblához került és itt tett 1816-ban ügyvédi vizsgát. Ha két évig tartó marosvásárhelyi gyakorlata alatt még nem is ismerkedik meg személyesen a Bolyaiakkal, biztosan tudomást kellett szereznie a nagyhírű és „csudabogár” Bolyai Farkasról.
Szász Károly 1817-ben Tordára került, gróf Teleki Domokos, Elek nevű fiának házitanítója lett, majd 1819-ben, mint Teleki Elek és Zeyk János kísérője Bécsbe mentek tanulmányútra. Bécsben Szász a Politechnikára iratkozik be, természettudományi tanulmányokra. Itt ismerkedett meg Bolyai Jánossal, aki a Hadmérnöki Akadémia növendéke volt 1818-1822 között. Miután hazatért Erdélybe, visszakerült Marosvásárhelyre, a királyi Táblához, de egy éven belül meghívták Enyedre a jogi katedrára. Itt tanított jogot és matematikát 1848-ig.
Az 1834. évi erdélyi országgyűlésen mint Vízakna követe jelent meg, és vezérszerepet játszott. Miután az országgyűlést feloszlatták, ott betöltött szerepe miatt politikai üldözéseknek volt kitéve, és fejvesztéssel járó felségárulási perbe keveredett és az udvari kancellária a jogtanári széktől elmozdítását, vagy más tanszékre áthelyezését követelte. A nagyenyedi kollégiumban a fizika és matematika tanszéke 1838-ban megüresedett és maga kérte oda történő áthelyezését, ami 1839-ben meg is történt.
1848-ban ismét Vízakna követe volt az első nemzetgyűlésnek; ugyanakkor a vallás- és közoktatásügyi minisztériumhoz államtitkárnak nevezték ki. A szabadságharc után halálra ítélték, ezért bujdosott és vándorolt így próbált megmenekülni a kivégzéstől. Később megkegyelmeztek neki, akárcsak 207 társának. Az erdélyi főegyháztanács visszahelyezte tanári állásába Marosvásárhelyre (miután Nagyenyed elpusztult), Bolyai Farkas helyére 1851-ben, ahol 1853-ban bekövetkezett haláláig tanított.
Háromszor tért vissza Marosvásárhelyre, utoljára már a forradalom után megtörten és betegen, már csak meghalni jött. A Református Kollégiumban csak helyettesítő professzor volt. Koncz József sem sorolta a tényleges professzorok közé, ugyanis csak másfél évig tanított a nyugalmazott Bolyai Farkas katedráján.

## Művei
Cikkei főleg a Nemzeti Társalkodóban (1831. 1-3. sz. Egyesülés, Publicola álnévvel, 8. sz. Társalkodási rendszabályok «Egy szabad szász» álnév alatt, 1841. II. Az iskolákról);
a Házisegédben (1840. Az erdélyi magyarok és székelyek perei folyamatja),
a M. Tud. Társaság Évkönyveiben (III. A szerzett törvények eredeti kútfejéről). Székfoglaló 1836. szept. 1.) jelentek meg.
Munkái:
- A derék ember és ritka érdemű tanító képe. Egy beszéd, mellyel Köteles Sámuelnek... becses emlékezetét tanítványai szivében megujjította... 1831. jún. 27. Kolozsvár.
- 1831. esztendő történetei. Uo. 1832.
- Sylloge tractatuum aliorumque actorum publicorum historiam et argumenta b. diplomatis Leopoldini, resolutionis item quae Alvincziana vocatur, illustrantium. Kolozsvár, 1833. Online
- Az igeidők formálódásának szabályai. Uo. 1838.
- Magyar nyelv-tudomány. Magyar tanulók és tanítók számára írta. Uo. 1839. (Ezen czímmel is: Parthenon, Tanulmányok Tára).
- Számtan. (Algebra). Pest, 1853. (Fiával Szász Károllyal együtt).

## Családja

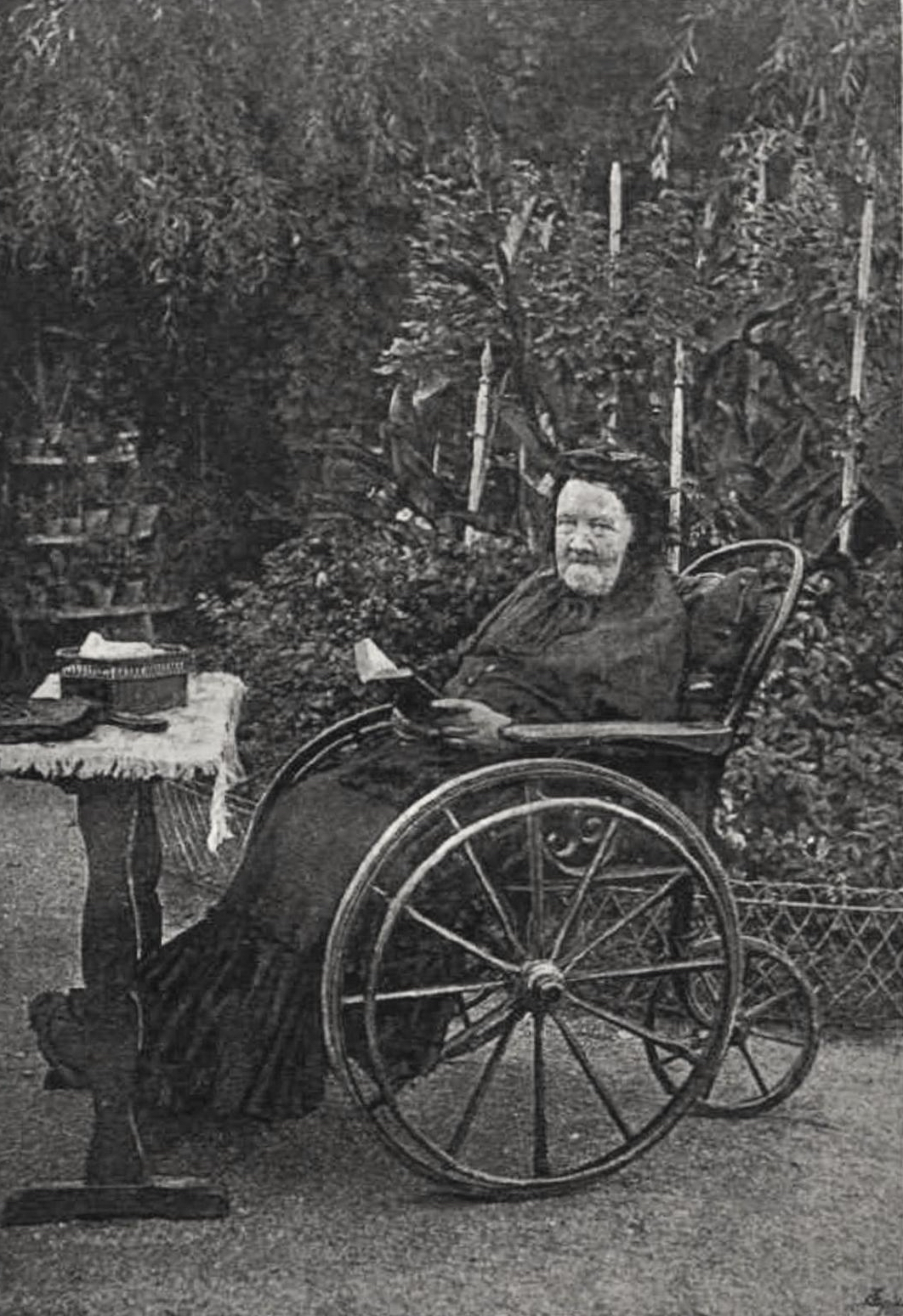
Felesége

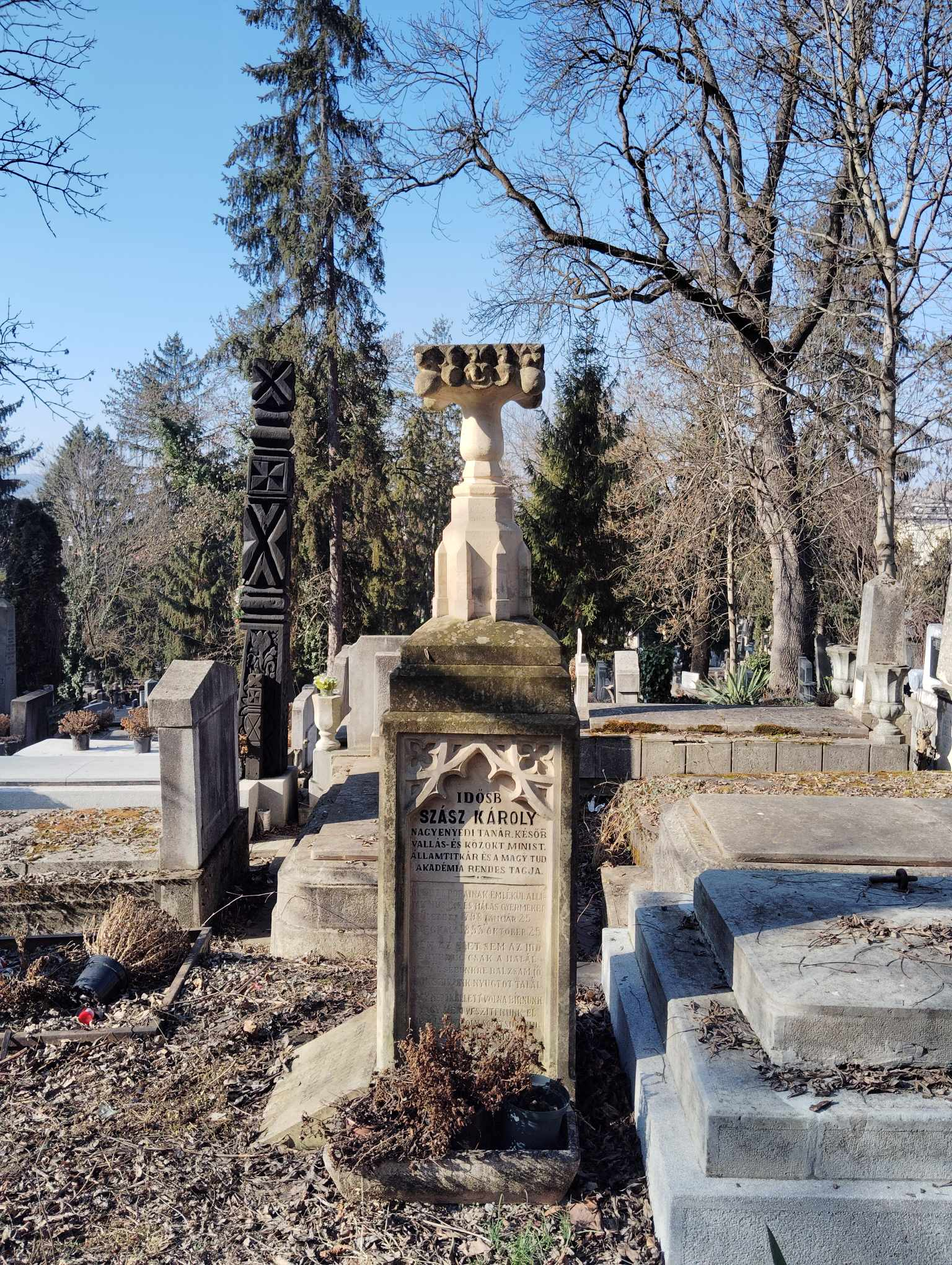
Sírja a marosvásárhelyi református temető III. parcellájában

Felesége, Münstermann Franciska 1806. február 5-én született Münstermann János, osztrák származású császári és királyi főharmincados és német származású felesége Libich Franciska negyedik gyermekeként. Mindössze 8 éves volt, amikor teljes árvaságra jutott, és a Györfi család vette magához. 16 évesen báró Kemény László saját, Katalin lánya mellé vette. Szász Károly egy a Kemény család alsógáldi kastélyában történt látogatáskor ismerte meg későbbi feleségét. 1825. augusztus 12-én házasodtak össze, s az ifjú feleség áttért a református vallásra. Házasságukból kilenc gyermek született, de a második és az utolsó kettő kiskorukban meghaltak. Az utolsó szülés majdnem az asszony életébe került. Felesége 1892. október 30-án hunyt el, 39 évvel és 5 nappal szeretett férje után. A felnőtt gyermekek:
- Szász Julianna (1826–1905) regényeket, elbeszéléseket fordított németből, franciából és angolból (pl. Dickens: A tűzhely tücske. Kolozsvárt 1873), melyeket a kolozsvári Kelet című hírlapban tett közzé Julia név alatt a tárca- és regénycsarnok rovatban. Élete utolsó éveit szeme világa nélkül élte le. Férje Horváth Sámuel volt, kit 21 évvel élt túl.[3]
- Szász Károly (1829–1905), református püspök, neje Bibó Antónia
- Szász Gyula (1834–1895), miniszteri titkár, a pécsi kataszteri hivatal vezetője. Feleségétől, Hintz Máriától (meghalt: 1888. október 28.[4]) 11 gyermeke született, közülük heten érték meg a felnőttkort: Mária, Margit, Zoltán, Ödön, Géza. Gyula fia ügyvédjelölt és költő volt, aki 1891. május 16-án halt meg, 25 éves korában. Költeményei és elbeszélései, eredetiek és fordítások (pl: Guy de Maupassant) többnyire Tessarand álnév alatt jelentek meg az Erdélyi Hiradóban (melynek rendes munkatársa volt) és a Magyar Salon, Magyarság, Ország-Világ és a Vasárnapi Ujság című lapokban.[5][6] Aladár fia a császári és királyi Hadi Tengerészeti Akadémiának volt a növendéke, de mindössze 18 évesen, Fiumében meghalt 1891. április 18-án.[7] Feleségének és fiai halálának súlyától megtörve felesége sírjánál öngyilkos lett.
- Szász Domokos (1838–1899), református püspök, felesége Nagy Ilka.
- Szász Róbert (1831–1906) kereskedelmi miniszteri osztálytanácsos, 1848-49-ben honvéd főhadnagy és a Ferenc József-rend lovagja. Neje Ferenc Zsuzsanna.[8]
- Szász Béla (1840–1898), műfordító, egyetemi tanár, felesége Mentovich Julianna, Mentovich Ferenc leánya[9]

## Emlékezete
- Berde Mária A hajnal emberei című regényében emléket állít Szász Károlynak több erdélyi magyar értelmiségivel egyetemben. Online hozzáférés a regényhez.
- A Bolyai Farkas Elméleti Líceum diákjai és tanárai 2025. március 14-én koszorút helyeztek el a marosvásárhelyi református temetőben Szász Károly sírjára.[10]